# OA vz.30
OA vz.30 (чеш. Obrněný automobil vzor 30) — бронеавтомобиль, разработанный в Чехословакии в 1928 году. Тогда же был построен прототип (№ NIV 609, позже 13323). В 1934 году была выпущена серия из 51 бронемашины (№№ 13324 — 13331, 13376 — 13418).

## Описание
Кузов бронеавтомобиля был установлен на шасси Tatra T-72 6 × 4, конструкция которого позволяла передвигаться с приемлемой скоростью как по дороге, так и на пересечённой местности. Водительское кресло располагалось справа, а слева от водителя садился штурман. Оба могли вести огонь из пулемётов ZB vz. 26. Также позади них располагалась башня, в которой располагался третий член экипажа — стрелок. Он также вёл огонь из того же пулемёта, но благодаря способности башни вращаться угол обстрела из башни составлял все 360°.
Броня составляла от 3 до 6 мм, вследствие чего автомобиль можно было поражать обычными патронами с расстояния 100 м. 4-цилиндровый двигатель воздушного охлаждения Tatra 71 имел объём 1,91 л, мощность составляла 32 лошадиные силы, что помогало машине развивать скорость до 60 км/ч.

## На вооружении
Состоял на службе в вооружённых силах Чехословакии и Третьего Рейха. Поставлялся войскам Румынии и Словацкой Республики:
- Чехословакия — на вооружении армии Чехословакии вплоть до немецкого захвата страны в марте 1939 года[1]. В январе 1939 года чешской армии пришлось вести боевые действия в Закарпатской Руси с венгерскими войсками. Здесь за 3 месяца боевых столкновений было потеряно 15 бронеавтомобилей.
- нацистская Германия — было захвачено 23 бронемашины после аннексии Судетской области в 1938 году и захвата Чехословакии в марте 1939 года[1]. В 1941 году семь бронемашин были переоборудованы в агитационные (с ГУ) и переданы ротам пропаганды действовавшим на Восточном фронте. Также существовал командирский вариант бронеавтомобиля с поручневой антенной и радиостанцией, правда, башенный пулемет пришлось на нём демонтировать.
- Словакия — после провозглашения независимости «государства Словакия» 14 марта 1939 года, находившиеся в Словакии подразделения восточной армии Чехословакии перешли в подчинение правительству Словакии (вместе с техникой и вооружением). Таким образом, изначально в словацкой армии оказалось 18 бронемашин этого типа, но один из них был потерян 24 марта 1939 года в ходе конфликта с Венгрией.
- Королевство Румыния — 9 бронемашин чехословацкой армии, прибывшие на территорию Румынии после немецкой оккупации Чехословакии в марте 1939 года, были интернированы Румынией и переданы на вооружение румынской армии[2].
- Венгрия — 1 бронемашина была захвачена у словаков в 1939 году.

## Галерея

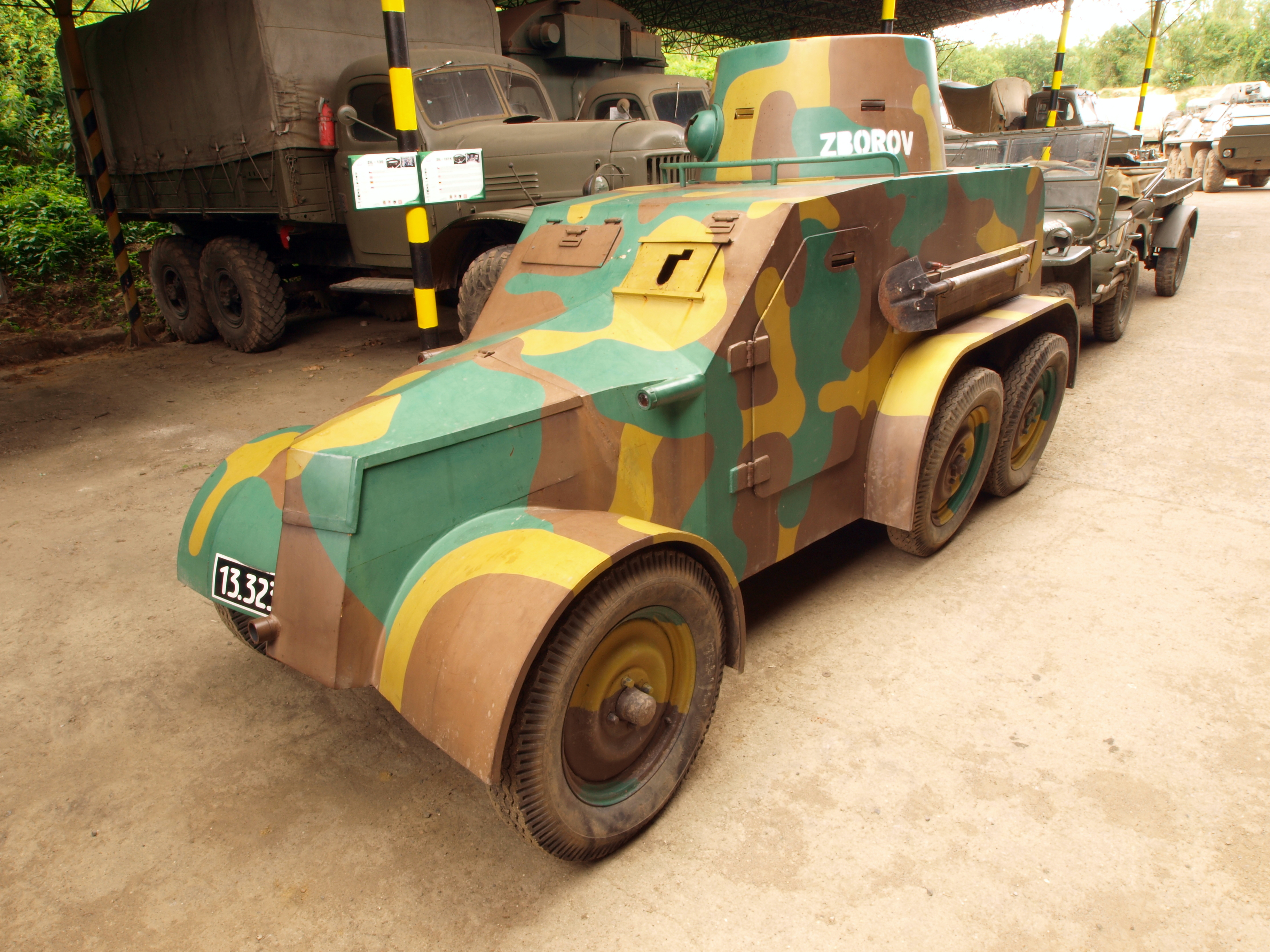
Реконструкция бронеавтомобиля OA vz. 30, музей в Рокицанах
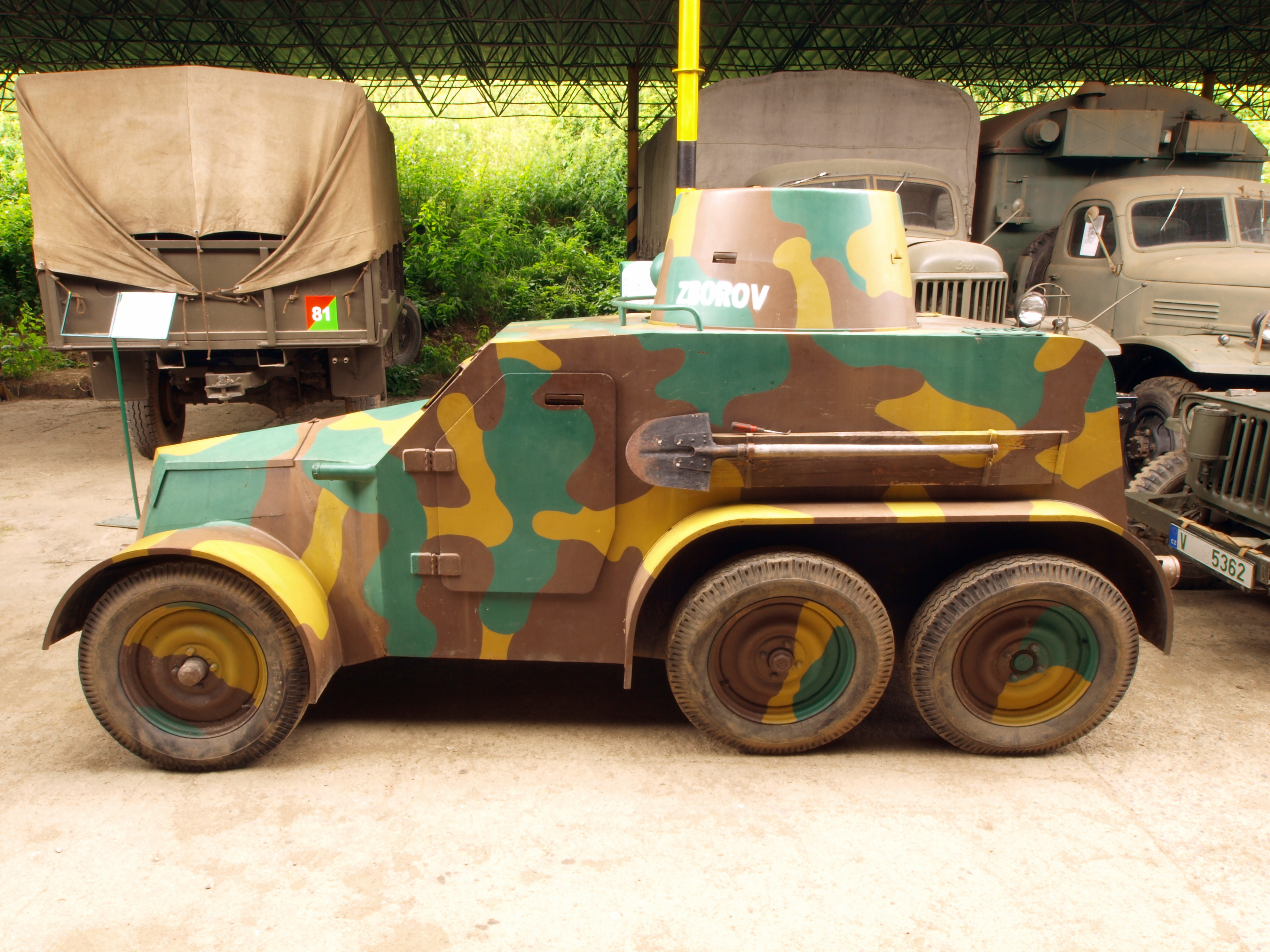
Реконструкция бронеавтомобиля OA vz. 30, музей в Рокицанах